# Gerardo Pollicita
Gerardo David Pollicita (31 de diciembre de 1961 en Buenos Aires) es un fiscal federal argentino, titular de la Fiscalía Nacional en lo Criminal y Correccional Federal N°11 del Poder Judicial de la Nación Argentina desde 2005.
Es conocido por haber investigado causas de fuerte repercusión pública y que alcanzó notoriedad por ser sucesor de Alberto Nisman y, más tarde, por denunciar a la presidenta Cristina Fernández de Kirchner, a quien imputó el 13 de febrero de 2015 junto a otros funcionarios de su gobierno y personas afines. Pollicita en 2007 fue integrante de la Comisión Asesora de Seguridad de Boca Juniors.

## Biografía
Nació en 1961 en el barrio de Barracas de la ciudad de Buenos Aires, donde también reside. Tiene tres hijos.
En 1979 ingresó a trabajar en los Tribunales, en dos juzgados federales, se desempeñó como auxiliar letrado en el Juzgado Penal N.º 7 de Morón, provincia de Buenos Aires, participando en las investigaciones tras el copamiento del cuartel de La Tablada; y más tarde secretario del tribunal en la Cámara Federal de la ciudad de San Martín. En 1993 fue nombrado fiscal federal.
Se desempeñó como secretario del fiscal Raúl Plee en la Cámara de Casación Penal de la Provincia de Buenos Aires.
Pollicita había sido designado en mayo de 2007 como integrante de la Comisión Asesora de Seguridad de Boca Juniors. En ese tiempo, desempeñaba funciones ejecutivas en Boca Raúl Oscar Ríos, a quien Lorena Martins acusa de ser el vínculo que su padre tenía con el gobierno porteño para que no le clausuraran los boliches que tiene en la ciudad, donde funcionarían prostíbulos.
Pollicita fue integrante de la Comisión Electoral de Boca en diciembre de 2007 como socio designado por la Comisión Directiva del club, por el jefe de Gobierno y expresidente de la institución, Mauricio Macri.

## Algunos casos
Impulsó investigaciones contra los expresidentes Carlos Menem (llegó a denunciar a todo su gabinete por cobrar sobresueldos) y Fernando de la Rúa, y el exvicepresidente Carlos Ruckauf. Lorena Martins denunció a su propio padre por proxeneta e incluso a los presuntos vínculos de éste con el PRO de Mauricio Macri. En aquel momento, Gerardo Pollicita, fue recusado en un escrito por el vínculo que tenía entendido que había con el PRO y Mauricio Macri, tras ser recusado amenazó a la denunciante. Pollicita cerró la causa abierta por la denuncia de (el exministro de Justicia) Gustavo Beliz contra (el exagente de la SIDE) Antonio Stiuso.
En 2002 investigó al entonces rector de la Universidad de Buenos Aires Oscar Shuberoff por «abuso de autoridad» junto con el fiscal Jorge Di Lello.
El fiscal tuvo a su cargo, en sus inicios, el caso donde Raúl Martins -exagente de la SIDE- fue acusado por su propia hija, Lorena Martins, de liderar una red de trata. En 2012, cuando ese caso salió a la luz, Lorena Martins decidió recusar a Pollicita, ya que lo acusó de tener vínculos con Raúl Oscar Ríos, extitular de la Agencia Gubernamental de Control (AGC); y con el jefe de Gobierno porteño, Mauricio Macri; Pollicita tuvo una importante participación institucional en el club que en ese momento presidía Macri. Lorena Martins también había denunciado que, a través de Oscar Ríos, su padre hizo aportes a la campaña del PRO. En este contexto, se viralizó una fotografía donde se ve al jefe de Gobierno porteño posando junto al acusado de trata de personas en un boliche de Cancún. Lorena Martins presentó ante el Ministerio de Seguridad la documentación y los elementos que tiene sobre la organización que comanda su padre, el exagente de la SIDE Raúl Martins, en el mundo de la trata de personas, las coimas a policías y coimas a funcionarios del Gobierno de la ciudad de Buenos Aires, pidiendo que se aparte a Pollicita. La denunciante pidió el apartamiento del fiscal por supuestos vínculos con un dirigente macrista de Boca, involucrado en el caso. También se ha señalado sus estrechos vínculos con Raúl Martins.
En 2008, basándose en una denuncia de Elisa Carrió, Pollicita solicitó investigar al expresidente Néstor Kirchner por  «asociación ilícita». Esta denuncia originó la formación de diversas investigaciones que fueron tramitando por separado pero declaradas conexas a aquella inicial de 2008 por asociación ilícita. Algunas avanzaron hasta llegar a una condena, como "Vialidad", otras están en etapa de juicio oral ("Hotesur", "Los Sauces", "Oíl Combustibles", "Clarens"), y otras continúan bajo investigación.
En 2014 investigó al entonces vicepresidente Amado Boudou por tener su DNI con direcciones falsas. Pollicita había denunciado a otros funcionarios del oficialismo, como Amado Boudou. Esa denuncia había sido realizada por un particular, Santiago Dupuy de Lome, confeso simpatizante del macrismo en las redes sociales y que basó su denuncia en una nota publicada en el sitio Infobae. También ha sido acusado de cajonear una denuncia contra Ricardo Lorenzetti,  para que no quede imputado por presunto enriquecimiento ilícito a pedido de Mauricio Macri.

### Denuncia contra la ex presidenta
El 13 de febrero de 2015, Pollicita amigo de Nisman desde la década de 1980 cuando trabajaron juntos en el juzgado de Morón, solicitó abrir la investigación contra la entonces presidenta de Argentina Cristina Fernández de Kirchner, el canciller Héctor Timerman, Luis D'Elía, el diputado Andrés Larroque, el dirigente islámico Jorge Yusuf Khalil, y otros funcionarios del gobierno argentino por un presunto encubrimiento de la causa del atentado a la AMIA y un acuerdo con el gobierno de Irán. Inicialmente, la denuncia la había realizado el fiscal Alberto Nisman antes de su fallecimiento en el mes anterior. La denuncia fue rechazada por el juez Daniel Rafecas por resolución del 26 de febrero de 2015 por entender que no había elementos suficientes para abrir una causa penal. Entre los extensos fundamentos dijo:

"Ha quedado claro, que ninguna de las dos hipótesis de delito sostenida por el fiscal Pollicita en su requerimiento, se sostienen mínimamente…La primera [«Comisión de la Verdad»], porque el presunto delito nunca se cometió. Y la segunda [«baja de las notificaciones rojas»], porque la evidencia reunida, lejos de sostener mínimamente la versión fiscal, la desmiente de un modo rotundo y lapidario, llevando también a la misma conclusión de la inexistencia de un delito"

El 26 de marzo de 2015 la Sala I de la Cámara Federal confirmó la desestimación de la denuncia, decisión confirmada por la Cámara de Casación el 12 de mayo. 
Sin embargo, la Casación Federal ordenó reabrir la investigación en diciembre de 2016, por un pedido de la Delegación de Asociaciones Israelitas Argentinas (DAIA), parte querellante en el caso, que fue acompañado por el Fiscal Gerardo Pollicita y el Fiscal Germán Moldes. En esa misma decisión, se apartó al juez Rafecas del caso. El pedido de la DAIA se fundamentó en dos hechos nuevos: la firmeza que había adquirido la declaración de inconstitucionalidad del Memorándum de Entendimiento con la República Islámica de Irán —ocurrida en diciembre de 2015— y la grabación de una conversación telefónica entre el ex canciller Héctor Timerman y el expresidente de la AMIA, Guillermo Israel Marcos Borger.
A raíz de esa reapertura, el fiscal Pollicita hizo las decenas de medidas probatorias que había propuesto en su dictamen inicial y, tras ello, acusó a la expresidenta y al ex canciller —junto a otros acusados— de encubrimiento, «por haber implementado una maniobra tendiente a dotar de impunidad a los ciudadanos iraníes imputados en el marco de la causa N° 8.566/1996 por su responsabilidad en la perpetración del atentado contra la sede local de la AMIA.». El fiscal se refirió a un plan criminal destinado a que los acusados pudieran eludir la investigación penal y sustraerse de la acción de la justicia argentina, en desmedro de los intereses de las víctimas y el real esclarecimiento del atentado.
El juez Claudio Bonadio aceptó la petición del fiscal de llamar a los acusados a indagatoria, y unificó la causa penal contra la expresidenta por encubrimiento del atentado a la AMIA —en la que intervenía Pollicita— con la causa por traición a la Patria por el memorándum con Irán. La causa fue luego elevada a juicio ante el Tribunal Oral Federal n.º 8, que en octubre de 2021 dictó el sobreseimiento de los acusados; decisión que fue revocada en 2023 por la Cámara Federal de Casación, que ordenó que se realizara el juicio.
Caso Vialidad
Tras recibir una denuncia de la Dirección Nacional de Vialidad en el año 2016 por irregularidades en licitaciones de obras públicas viales a favor del empresario Lázaro Báez, el fiscal Pollicita dirigió la investigación y acusación contra los 12 principales responsables (entre ellos, la expresidente Cristina Fernández, el propio Lázaro Báez, el exministro Julio de Vido, el ex Secretario de Obras Públicas José Francisco López y el ex titular de Vialidad, Nelson Periotti) logrando que se elevara a juicio oral la causa en marzo de 2018. Durante la investigación la Fiscalía analizó 51 obras viales, que incluyeron 249 expedientes administrativos de licitaciones y modificaciones de plazos y precios y se demostró un esquema de beneficios exclusivos en favor de Lázaro Báez en la adjudicación, ejecución y pago de esas obras; lo que permitió que sólo 2 obras fueran terminadas en el plazo previsto y sólo 1 de ellas por el precio pactado; mientras que las restantes costaron mucho más dinero y tardaron mucho más tiempo y, a diciembre de 2015, habían quedado sin terminar la mayoría de las obras.
El juicio oral se hizo entre 2019 y 2022 ante el Tribunal Oral en lo Criminal Federal n.º 2 (jueces Basso, Giménez Uriburu y Gorini) y se llegó a la condena por fraude al Estado Nacional de la mayoría de los acusados, a penas de entre 3 años y medio y 6 años de prisión. El Fiscal Pollicita había acusado también por asociación ilícita a los principales responsables y el Fiscal de Juicio, Diego Luciani, había sostenido esa acusación, pero la sentencia no consideró probado este delito, por los votos de Giménez Uriburu y Gorini. El juez Adrián Basso, en disidencia, sí votó por la condena por asociación ilícita.
Esta condena fue apelada por las defensas y también por el Fiscal de Juicio, en este último caso por considerar baja la pena por haber sido descartado el delito de asociación ilícita. La apelación de la Fiscalía fue sostenida por el Fiscal de Casación Mario Villar. El 13 de noviembre de 2023, la Sala IV de la Cámara Federal de Casación Penal (jueces Gustavo Hornos, Mariano Borinsky y Diego Barroetaveña), confirmó la sentencia en todos sus aspectos. Los jueces Borinsky y Barroetaveña votaron confirmando todo, mientras que el juez Hornos votó por revocar la absolución por asociación ilícita y condenar a los principales responsables, por dicho delito.
Denuncia del Ministerio de Seguridad contra organizaciones sociales
En febrero de 2025, el Fiscal Pollicita pidió al Juez Casanello la elevación a juicio oral respecto de los referentes del “Polo Obrero” Eduardo Silvio Belliboni, María Isolda Dotti, Mariano Alejandro Centanni, Erica Tamara Lubenfeld, Iván Ortiz, Ezequiel Adrián Coego, Roberto Adrián Albornoz, Gianna Puppo, Elizabeth Del Carmen Palma, Jeremías Cantero, Iván Ezequiel Candotti, Gustavo Guillermo Vásquez, Cynthia Delgado Vilches, Dina Patricia Iramain, Brisa Noelia Paucara Choque y Elizabeth Galindo Mamani. También pidió el envío a juicio de dos referentes de “Barrios de Pie” del “Comedor Castorcitos” de CABA: Gloria Paraguay Estrada y Rossemary Grande Arancibia.
En el escrito, sostuvo que la investigación desarrollada había podido comprobar que los integrantes del Polo Obrero:
“aprovechándose indebidamente de las facultades asignadas en el marco del Programa Potenciar Trabajo a las Unidades de Gestión controladas por ellos —ASOCIACIÓN CIVIL POLO OBRERO y COOP. DE TRABAJO EL RESPLANDOR— y de la situación de alta vulnerabilidad social y económica de las personas que eran beneficiarias de dicho plan o aspiraban a serlo por su intermedio, consiguieron un lucro indebido que destinaron a un beneficio particular y obtuvieron el poder que el manejo de aquéllos le aseguraba, a través de un esquema extorsivo-coactivo y un esquema de desvío de fondos públicos”.
Con relación al esquema extorsivo-coactivo, sostuvo:
“los acusados crearon un sistema coactivo-extorsivo estable y permanente de alcance nacional que valiéndose de las necesidades de las personas más vulnerables del país, corrompió el poder que le entregó el Estado Nacional para su asistencia y desarrollo y, en cambio, les sustrajo parte del plan social, les impuso coactivamente participar en “movilizaciones”, “marchas”, “acampes”, “pegatinas”, distribución de boletas, fiscalización en comicios, los forzó a justificar las ausencias a tales actividades y, para obtener sus propósitos, les impuso sanciones de todo tipo, desde el retiro de los alimentos hasta la degradación del plan social o su baja definitiva”.
El Fiscal tuvo por acreditado que las víctimas fueron todos los beneficiarios del Programa Potenciar Trabajo vinculados al Polo Obrero como Unidad de Gestión (más de 60 mil), a lo largo de todo el país, al que los imputados dividieron en 11 “zonas”, cada una subdividida en 66 “regiones”, en donde recaudaban dinero extorsivamente. Afirmó que, según un cuadro secuestrado en los allanamientos, la recaudación esperada entre agosto de 2023 y febrero de 2024 era mayor a 313 millones de pesos.
Respecto del desvío de fondos públicos, tuvo por probado que:
“el plan delictivo no se agotó en el contexto extorsivo-coactivo detallado sino que, cuanto menos, a partir de junio de 2020 esta organización desvió y sustrajo fondos públicos que le eran entregados como subsidio institucional por la ex Secretaría de Economía Social en el marco del Programa Potenciar Trabajo, para lo cual se valieron de cuanto menos ciento ochenta y ocho (188) facturas apócrifas, que fueron incluidas en las rendiciones de cuentas presentadas a las autoridades públicas hasta diciembre de 2023, simulando gastos no concretados por un monto nominal de $49.417.301,89”.
En cuanto a los roles de los imputados, señaló a Belliboni como el “escalón superior” de la estructura jerárquica instaurada, impartiendo directivas generales al resto de los acusados y reteniendo las decisiones sobre el destino de los fondos y las exigencias ilícitas a las víctimas, mientras que identificó como “referentes nacionales” a Jeremías Cantero, Gianna Puppo y Elizabeth del Carmen Palma, como “referentes locales” a María Dotti, Gustavo Vásquez e Iván Candotti y como “delegados” de algunos locales de esta ciudad a Brisa Paucara Choque, Elizabeth Galindo Mamani, Patricia Iramain y Cinthya Delgado Vilches.
El Fiscal Pollicita sostuvo que los fondos obtenidos por estos imputados fueron utilizados para financiar su “actividad político-partidaria” y también en “provecho propio”, por su aplicación a
“solventar gastos personales, cobrarse un estipendio mensual (lo que era registrado como “sueldo” y/o “renta”), percibir ingresos extraordinarios (bajo el concepto de “bono” y/o “aguinaldo”) e incluso, en algún caso, se apropiaron de alimentos o fondos de la “asamblea””.
También acusó por amenazas y extorsión a dos referentes de “Barrios de Pie” del Comedor “Castorcitos” de CABA, Gloria Paraguay Estrada y Rossemary Grande Arancibia; y pidió al Juez Casanello que continuara la investigación por otros responsables de las mismas conductas y por posibles maniobras de lavado de activos y asociación ilícita. 
El 9 de abril de 2025 el Juez Casanello ordenó cerrar la instrucción con relación a esos hechos y enviarlos a juicio oral.

## Vida personal
Pollicita estudió en el Instituto Santa Catalina, colegio de la Congregación Salesiana, en el barrio de Constitución, en Buenos Aires.
Es fanático de Boca Juniors, lo que lo llevó en mayo de 2007 a integrar la Comisión Asesora de Seguridad del club, durante la presidencia de Mauricio Macri. Más tarde en diciembre del mismo año integró la Comisión Electoral del club como socio designado por la Comisión Directiva.
En ese primer cargo coincidió con otro fiscal federal hincha de Boca Juniors: Carlos Stornelli. En 2005 Pollicita había sido su adjunto. Él desmiente el cargo e indica que solamente integró el tribunal electoral cuando fue elegido presidente Pedro Pompilio.